# Ung Omsorg

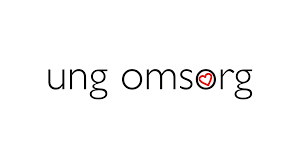
Ung Omsorg

Ung Omsorg är ett svenskt företag som projektanställer ungdomar för att dessa skall verka som socialt stöd till äldre inom äldreomsorgen.
Företaget startades 2007 av Arvid Morin, Oscar Lundin och Benjamin Kainz. Företaget samarbetar med den privata aktören Vardaga samt med kommuner i Sverige, däribland Göteborg, Karlstad, Borås, Gävle och Helsingborg. Ung Omsorgs huvudkontor ligger på Barnhusgatan 3 i Stockholm. I augusti 2022 engagerar företaget över 2400 ungdomar på cirka 280 äldreboenden i Sverige.